# باولو بوريللي
باولو بوريللي (بالإيطالية: Paolo Borelli)‏ هو لاعب كرة قدم إيطالي في مركز الوسط، ولد في 22 فبراير 1958 في ألبانو لاتسيالي في إيطاليا. لعب مع نادي بارما ونادي بيسكارا ونادي روما ونادي سبيزيا ونادي كاتانزارو.